# NGC 2059
NGC 2059 је расејано звездано јато у сазвежђу Трпеза које се налази на NGC листи објеката дубоког неба.
Деклинација објекта је - 70° 7' 45" а ректасцензија 5h 37m 0,6s. Привидна величина (магнитуда) објекта NGC 2059 износи 12,9. NGC 2059 је још познат и под ознакама ESO 56-SC175.